# Thierry Feuz
Thierry Feuz (19 de julio de 1959) es un expiloto de motociclismo suizo que compitió en el Campeonato del Mundo de Motociclismo entre 1982 y 1991.

## Biografía
Feuz debuta en el Mundial en 1982 en la categoría 350cc con una Yamaha TZ donde disputirá dos pruebas en Alemania y Checoslovaquia. En 1983, pasa a la categoría de 250 pero no clasificará en la única carrera que intenta disputarː la del GP de Yugoslavia. A partir de 1984, se amoldaría a 125cc, clindrada en el que disputaría hasta su retirada en 1991. En 1985, prueba fortuna en el Campeonato de Europa de 125 cc alternándose con el mundial de la misma categoría. En ese primer año acabará octavo en la general con un Con un segundo lugar en Checoslovaquia como mejor resultado. En el Mundial, acabaría ses año en la posición 22.ª de la general. 
Al año siguiente, repite experiencia en el Campeonato Europa, donde consigue dos victorias en Bélgica y Checoslovaquia, lo que valdrá clasificarse en la quinta posición de la general. Ese año realizaría su mejor participación en el Mundial, entrando en seis carreras entre los diez primeros y acabando en la duodécima posición de la general del octavo de litro. La siguiente temporada también sería notable su participación en el Mundial con cinco carreras entrando en entre los diez primeros para terminar la temporada en la posición 14. En el manillar de un Honda en 1988, terminará el gran premio de Austria en el 13.eɽ lugar en Holanda y terminará 17.º en Francia para situarse en la 35 ª posición del campeonato al final de temporada. Los siguientes años ya no fueron tan positivos para el piloto suizo, retirándose definitivamente a media temporada de 1991.

## Resultados de carrera

### Campeonato del Mundo de Motociclismo
Sistema de puntos desde 1969 a 1987:
| Posición | 1.º | 2.º | 3.º | 4.º | 5.º | 6.º | 7.º | 8.º | 9.º | 10.º |
| Pts.     | 15  | 12  | 10  | 8   | 6   | 5   | 4   | 3   | 2   | 1    |

Sistema de puntos desde 1988 a 1992:
| Posición | 1.º | 2.º | 3.º | 4.º | 5.º | 6.º | 7.º | 8.º | 9.º | 10.º | 11.º | 12.º | 13.º | 14.º | 15.º |
| Pts.     | 20  | 17  | 15  | 13  | 11  | 10  | 9   | 8   | 7   | 6    | 5    | 4    | 3    | 2    | 1    |

(Carreras en negrita indica pole position, carreras en cursiva indica vuelta rápida)
| Año  | Clase | Moto   | 1       | 2      | 3      | 4       | 5       | 6       | 7       | 8       | 9       | 10      | 11      | 12      | 13      | 14      | 15    | Pts. | Pos. |
| ---- | ----- | ------ | ------- | ------ | ------ | ------- | ------- | ------- | ------- | ------- | ------- | ------- | ------- | ------- | ------- | ------- | ----- | ---- | ---- |
| 1982 | 350cc | Yamaha | ARG -   | AUT -  | FRA -  |         | NAT -   | NED -   |         |         | GBR -   |         | FIN -   | CZE Ret |         | GER 10  |       | 0    | -    |
| 1983 | 350cc | Yamaha | RSA -   | FRA -  | NAT -  | GER -   | ESP -   | AUT -   | YUG -   | NED -   | BEL -   | GBR DNQ | SWE -   | RSM -   |         |         |       | 0    | -    |
| 1985 | 125cc | MBA    |         | ESP 9  | GER 13 | NAT DNS | AUT Ret |         | NED 10  | BEL 13  | FRA 13  | GBR 25  | SWE Ret | RSM 13  |         |         |       | 3    | 22.º |
| 1986 | 125cc | MBA    | ESP Ret | NAT 7  | GER 5  | AUT 16  |         | NED 8   | BEL 10  | FRA 10  | GBR Ret | SWE 7   | RSM Ret | BDW Ret |         |         |       | 19   | 12.º |
| 1987 | 125cc | MBA    |         | ESP 8  | GER 7  | NAT Ret | AUT 8   |         | NED 10  | FRA Ret | GBR 13  | SWE 14  | CZE 10  | RSM Ret | POR 10  |         |       | 13   | 14.º |
| 1988 | 125cc | Honda  |         |        | ESP 21 |         | NAT 25  | GER DNQ | AUT 13  | NED 13  | BEL 23  | YUG 19  | FRA 17  | GBR Ret | SWE 27  | CZE Ret |       | 6    | 35.º |
| 1989 | 125cc | Honda  | JPN Ret | AUS 18 |        | ESP Ret | NAT 22  | GER 25  | AUT 12  |         | NED 11  | BEL 10  | FRA Ret | GBR DNQ | SWE Ret | CZE Ret |       | 15   | 23.º |
| 1990 | 125cc | Honda  | JPN Ret |        | ESP 14 | NAT Ret | GER Ret | AUT 13  | YUG Ret | NED DNS | BEL Ret | FRA DNS | GBR -   | SWE -   | CZE Ret | HUN -   | AUS - | 5    | 33.º |
| 1991 | 125cc | Honda  | JPN 29  | AUS 25 |        | ESP Ret | ITA 22  | GER 19  | AUT Ret | EUR Ret | NED -   | FRA -   | GBR -   | RSM -   | CZE -   |         | MAL - | 0    | -    |